# Baszta Pasamoników w Krakowie
Baszta Pasamoników (znana także jako Baszta Szmuklerzy) – jedna z trzech w pełni zachowanych baszt w obrębie murów miejskich w Krakowie (obok Cieśli oraz Stolarzy). 

## Opis baszty
Baszta Pasamoników jest wieżą półokrągłą, wykonaną z cegły w stylu gotyckim na kwadratowej, kamiennej podstawie. Posiada ona 3 kondygnacje. Na parterze znajduje się kasa wstępu na mury obronne, na pierwszym piętrze znajdują się okresowe wystawy, a na drugim piętrze znajduje się sala filmowa, w której są wyświetlane filmy związane z Krakowem i jego murami obronnymi. Trzecie piętro nie jest udostępniane turystom. Górną jej część pokrywa fryz, nad którym znajduje się dach o nieregularnym kształcie zbliżonym do stożka, wykonany z czerwonej dachówki. Baszta leży u zbiegu ulicy Pijarskiej i Szpitalnej. Niegdyś położona była pomiędzy Bramą Floriańską, z którą do dziś jest połączona gankiem straży, a obecnie już nieistniejącą Basztą Karczmarzy I po wschodniej stronie.

## Historia
Baszta zbudowana została prawdopodobnie w XIV, lub XV wieku. Jej głównym zadaniem była obrona Bramy Floriańskiej od strony wschodniej.
Za jej obronę odpowiedzialny był cech pasamoników inaczej zwanych szmuklerzami. W początkowym okresie swojego istnienia baszta była oddana pod opiekę szewców. Na początku XIX wieku Baszta Pasamoników wraz z całą resztą murów miejskich Krakowa, była przewidziana do rozbiórki. W obronie m.in. owej baszty stanął prof. Feliks Radwański, który pisał: „Chronią one przed wiatrami wiejącymi pod Kościół Mariacki od Kleparza. Niedobre to wiatry, bo smrody i śmieci znosić będą, a także bezbożnie podwiewać spódnice Paniom Matkom i Żonom.” 13 stycznia 1817 r. Radwański wywalczył w senacie Rzeczypospolitej Krakowskiej decyzję o pozostawieniu dla potomnych fragmentu średniowiecznego muru obronnego, wraz z Basztą Pasamoników. W roku 2003, baszta przeszła gruntowną renowację, w ramach której odczyszczono jej mury, wymieniono dach i wyremontowano wnętrze baszty. Od 2007 roku, baszta znajduje się na Trasie Turystycznej Mury Obronne.
Na początku XX wieku, podczas gdy Józef Mehoffer, robił projekty witraży do Katedry św. Mikołaja we Fryburgu, na witrażu przedstawiającym męczeństwo św. Barbary, której emblematem graficznym jest wieża, ukazany został motyw Baszty Pasamoników jako tejże wieży.

## Galeria

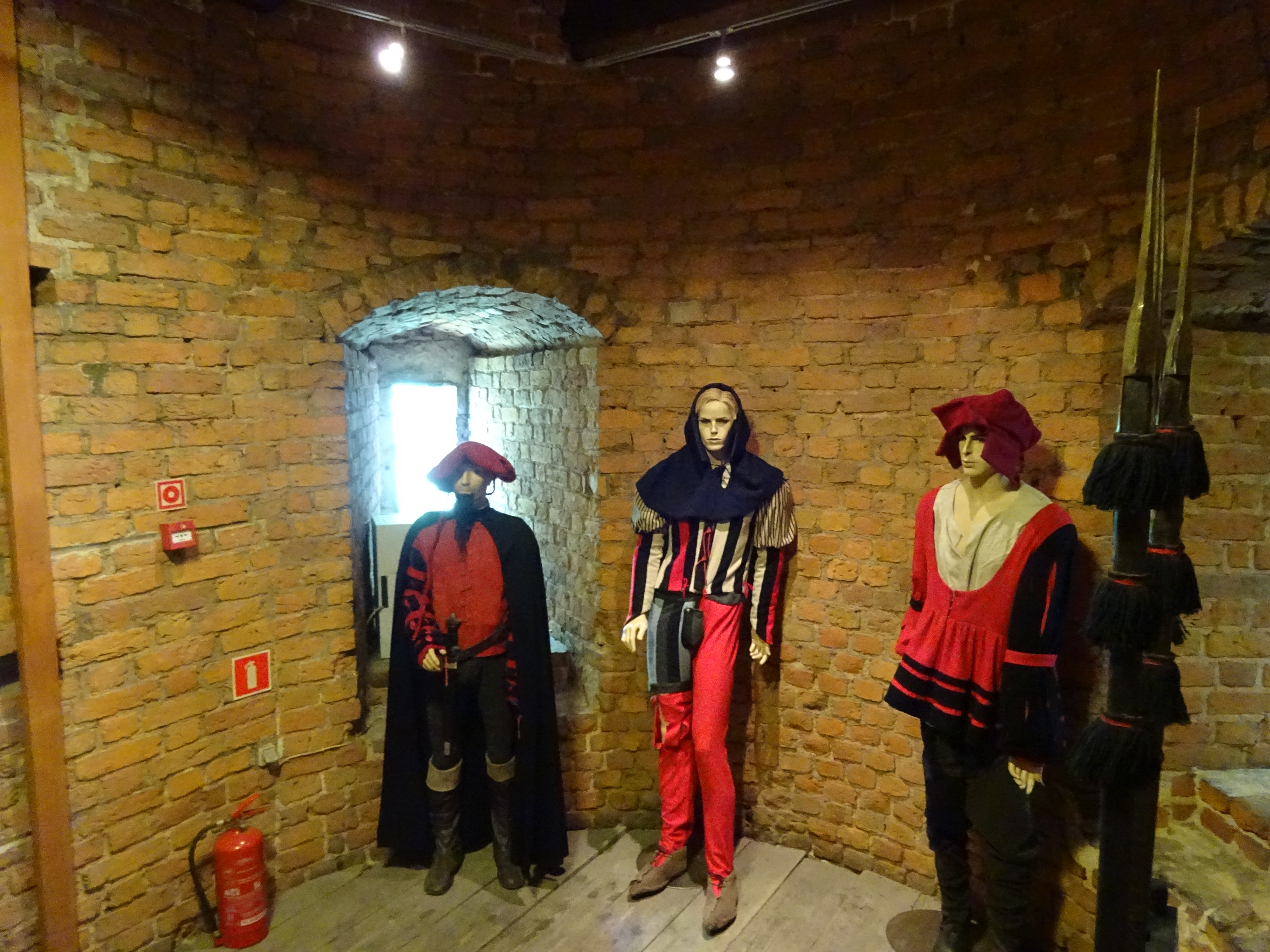
Pierwsze piętro w Baszcie
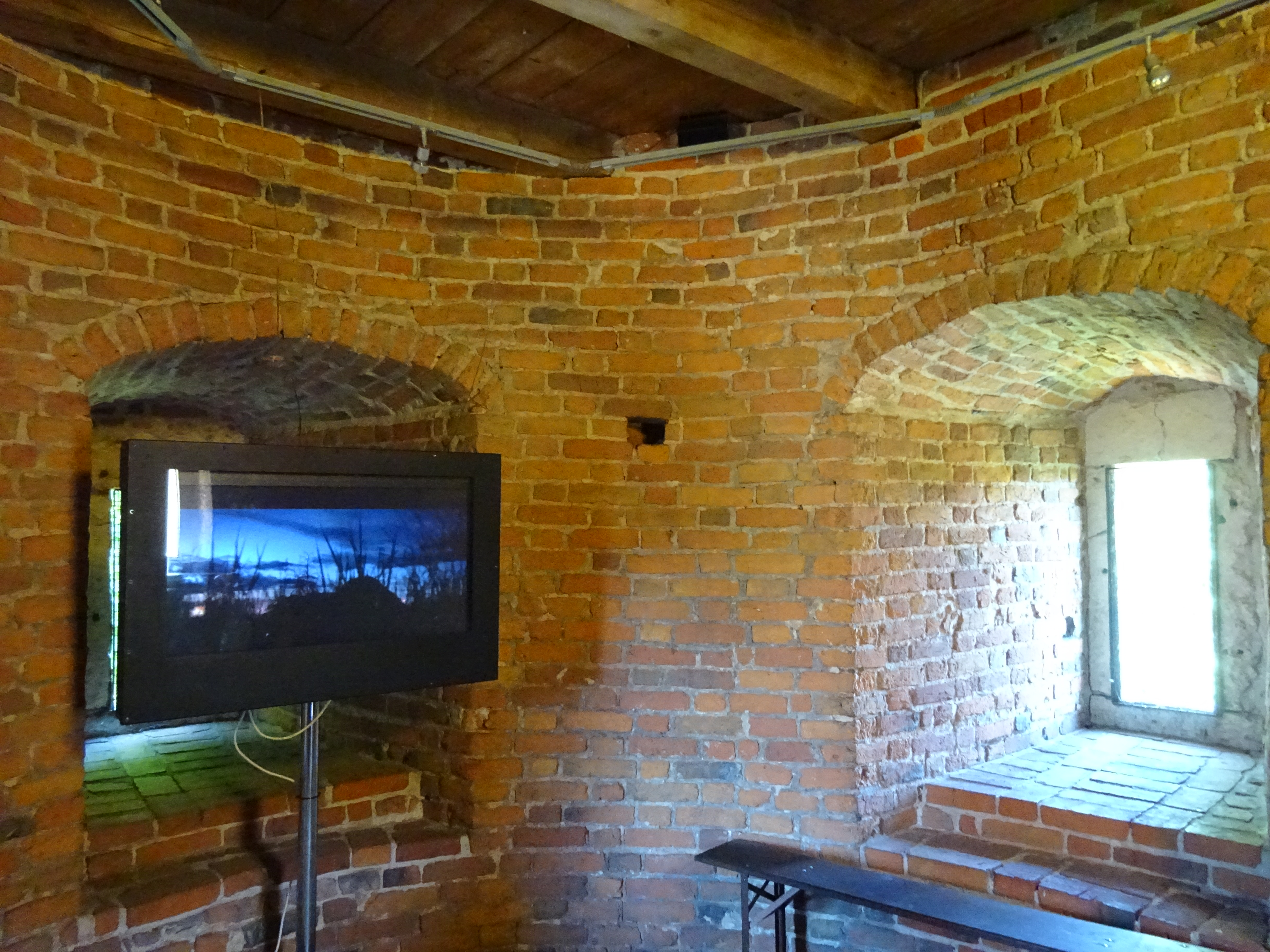
Drugie piętro w Baszcie
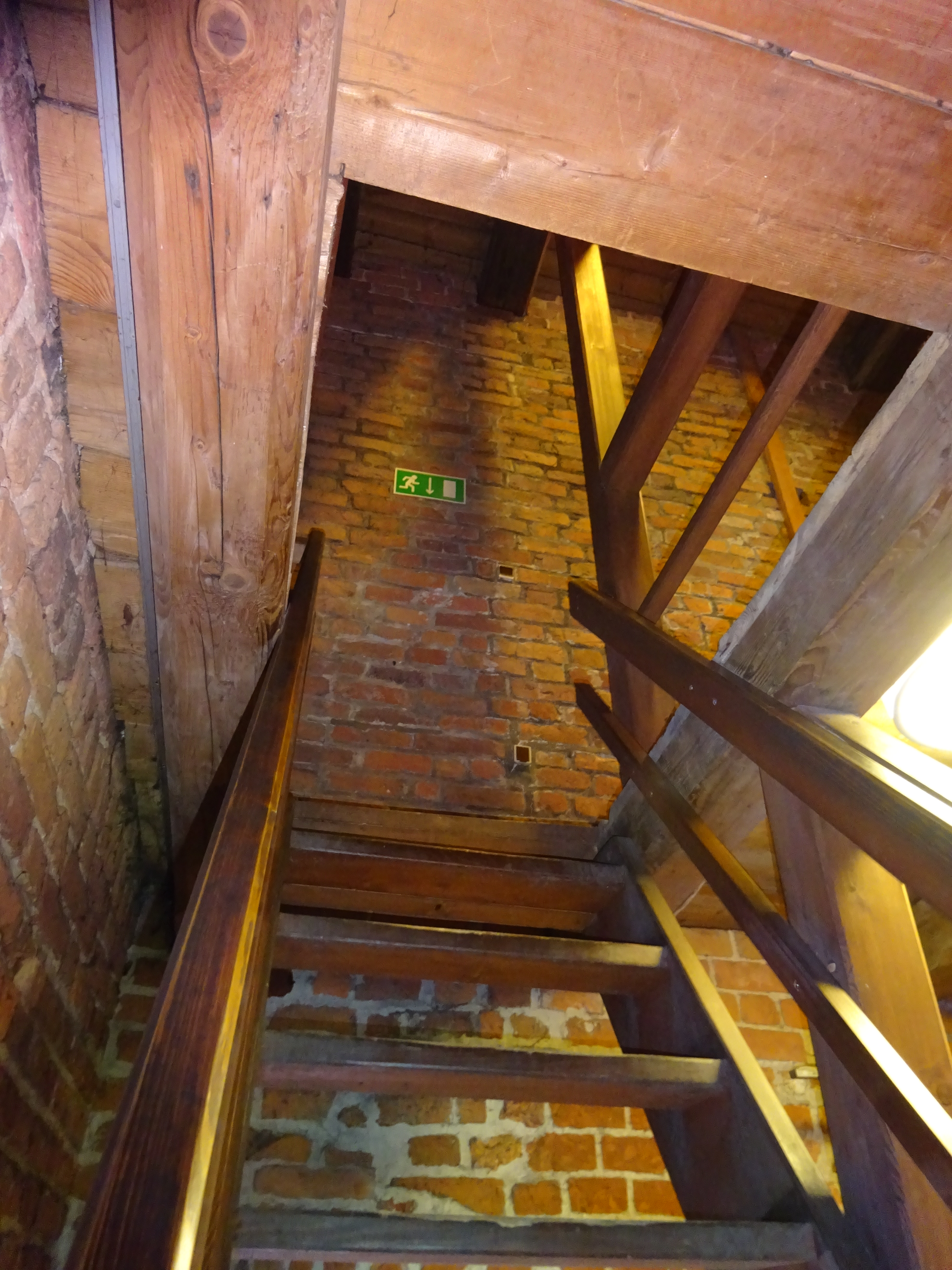
Klatka schodowa
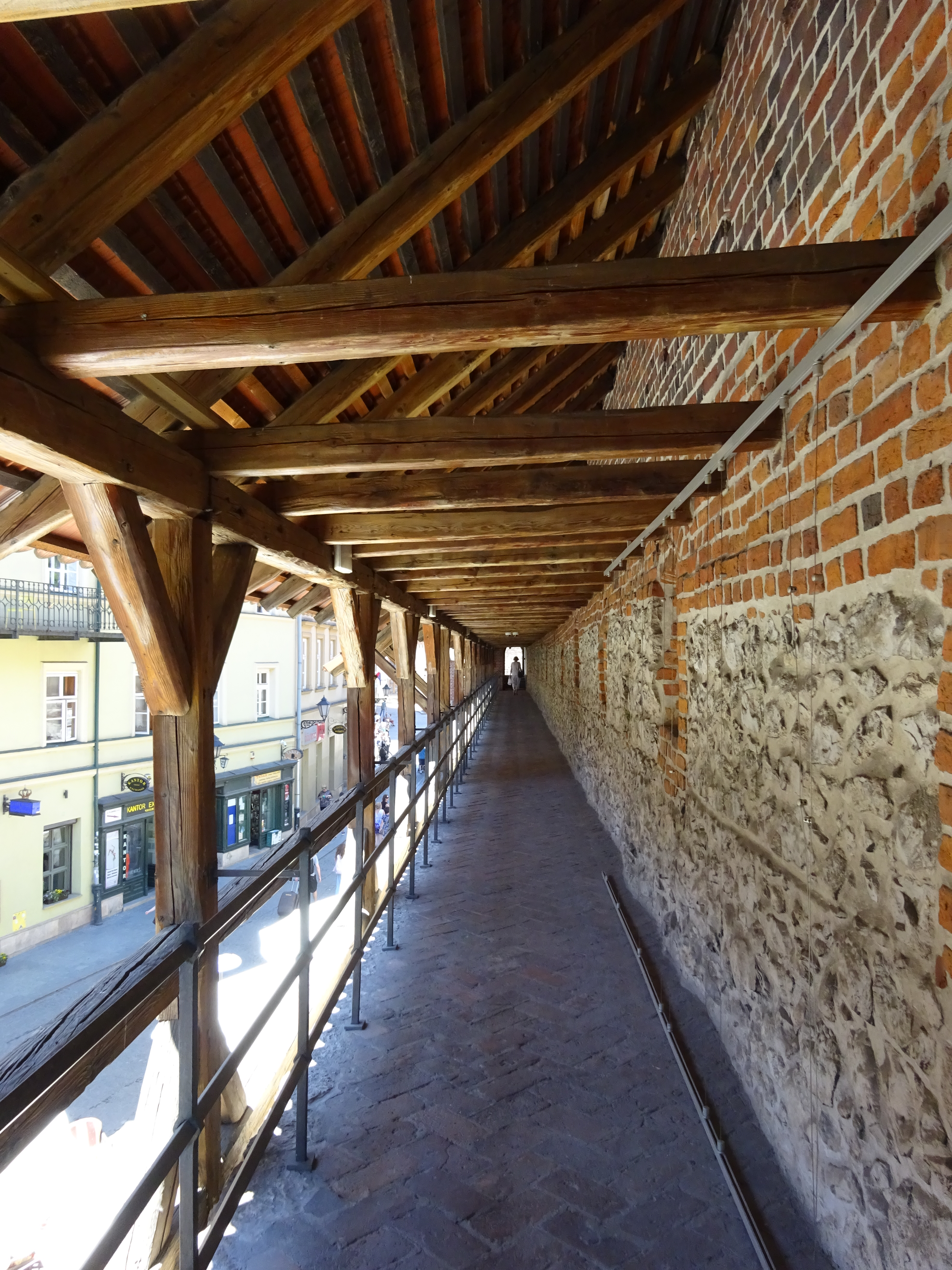
Ganek straży między Basztą Pasamoników a Bramą Floriańską
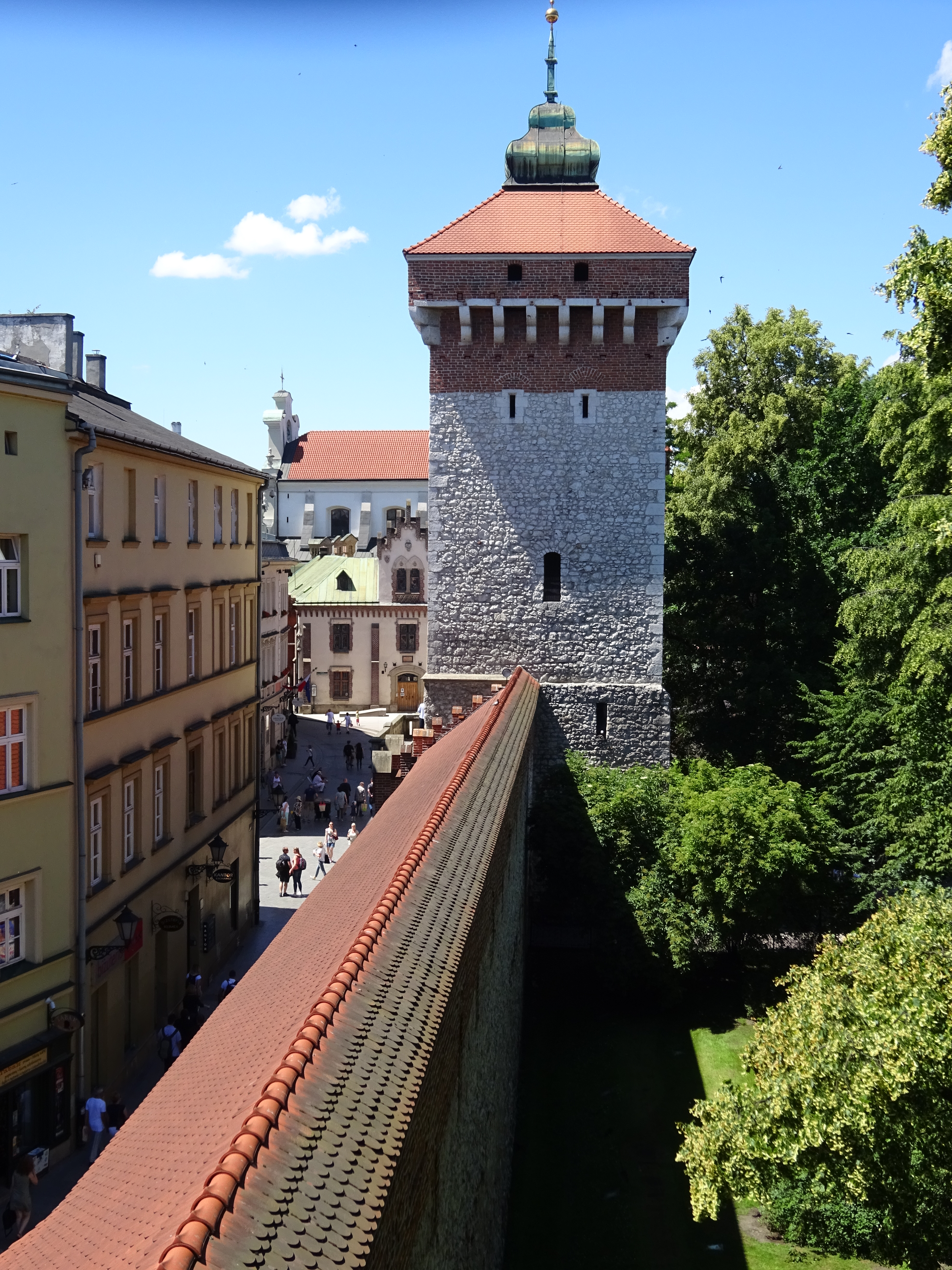
Widok z Baszty Pasamoników na mur obronny i Bramę Floriańską